# Cagliari Calcio 2004-2005
Questa voce raccoglie le informazioni riguardanti il Cagliari Calcio nelle competizioni ufficiali della stagione 2004-2005.

## Stagione
Il Cagliari parte bene conquistando nelle prime 8 gare ben 13 punti con quattro vittorie, un pareggio e tre sconfitte poi viene una sonora sconfitta allo stadio Olimpico contro la Roma per 5-1 e tre pareggi consecutivi tra cui uno clamoroso contro l'Inter per 3-3 (addirittura stava vincendo 3-1 a venti minuti dalla fine). Le due giornate successive, Il Cagliari vince 2 volte e si porta al 4º posto con 22 punti che dopo scenderà all'ottavo posto alla fine del girone d'andata raccogliendo solo 4 punti in cinque partite (da ricordare il pareggio interno contro la Juventus per 1-1 con il gol cagliaritano segnato da capitan Zola a un minuto dal termine).
Il girone di ritorno è paradossale perché la squadra in 8 partite conquista 7 punti in casa e perde tutte le gare in trasferta tranne una contro il Siena alla 22ª giornata. Alla 28ª giornata batte la Roma per 3-0 e risale al nono posto dopodiché, la squadra non vince più e racimola solo 7 punti fino alla fine del campionato e conquista una tranquilla salvezza piazzandosi al dodicesimo posto con 44 punti.
Il Cagliari in quell'anno fece un ottimo cammino in Coppa Italia, riuscendo a raggiungere la semifinale del torneo eliminando nell'ordine la Triestina, agli ottavi la Lazio e nei quarti la Sampdoria. In semifinale purtroppo si deve arrendere nuovamente all'Inter, che vincerà poi la coppa, pareggiando all'andata al Sant'Elia per 1 a 1 con un goal di punizione del fantasista di Oliena Gianfranco Zola ma perdendo nettamente a Milano per 3 a 1 venendo così eliminati dalla competizione.

## Divise e sponsor
Lo sponsor tecnico della stagione fu per la terza e ultima volta A-Line sponsor tecnico sardo tra cui proprietari vi era un calciatore e bandiera cagliaritana Gianluca Festa, mentre il main sponsor fu Terra Sarda. La prima divisa, è una rivisitazione del classico completo rossoblù con un inserto oro e un inserto a colori invertiti alle estremità della maglia, La seconda divisa si presenta nel classico bianco con inserti rossoblù. Durante la stagione sono state utilizzate anche altre due divise: un completo rosso, sfoggiato a Brescia e a Udine, e una tenuta azzurra, indossata nella trasferta sul campo della Roma.
| 1ª divisa | 2ª divisa | 3ª divisa |  |

## Rosa
| N. |                     | Ruolo | Calciatore                 |
| -- | ------------------- | ----- | -------------------------- |
| 1  | Grecia (bandiera)   | P     | Theofanīs Katergiannakīs   |
| 3  | Italia (bandiera)   | C     | Marcello Albino            |
| 4  | Italia (bandiera)   | D     | Francesco Bega             |
| 5  | Italia (bandiera)   | C     | Daniele Conti              |
| 6  | Uruguay (bandiera)  | D     | Diego Luis López           |
| 7  | Italia (bandiera)   | A     | Mauro Esposito             |
| 8  | Italia (bandiera)   | C     | Massimo Gobbi              |
| 9  | Honduras (bandiera) | A     | David Suazo                |
| 10 | Italia (bandiera)   | A     | Gianfranco Zola (capitano) |
| 12 | Italia (bandiera)   | P     | Davide Ugo Capello         |
| 13 | Italia (bandiera)   | D     | Rocco Sabato               |
| 14 | Italia (bandiera)   | D     | Francesco Pisano           |
| 15 | Italia (bandiera)   | D     | Simone Loria               |
| 16 | Italia (bandiera)   | C     | Alessandro Budel           |
| 18 | Uruguay (bandiera)  | C     | Nelson Abeijón             |

| N. |                     | Ruolo | Calciatore          |
| -- | ------------------- | ----- | ------------------- |
| 19 | Italia (bandiera)   | C     | Massimo Brambilla   |
| 20 | Uruguay (bandiera)  | A     | Horacio Peralta     |
| 21 | Honduras (bandiera) | C     | Edgar Álvarez       |
| 22 | Italia (bandiera)   | P     | Alex Brunner        |
| 23 | Italia (bandiera)   | A     | Antonio Langella    |
| 24 | Italia (bandiera)   | D     | Davide Moi          |
| 27 | Italia (bandiera)   | C     | Claudio Pani        |
| 28 | Italia (bandiera)   | D     | Fabio Vignati       |
| 31 | Italia (bandiera)   | D     | Alessandro Agostini |
| 32 | Italia (bandiera)   | A     | Rolando Bianchi     |
| 34 | Italia (bandiera)   | P     | Gennaro Iezzo       |
| 35 | Italia (bandiera)   | D     | Roberto Maltagliati |
| 39 | Italia (bandiera)   | C     | Luca A. Novelli     |
| 49 | Italia (bandiera)   | C     | Loris Del Nevo      |

## Risultati

### Serie A

#### Girone di andata
| Arbitro: | Collina (Viareggio) |

|                   |           |  |
| Mau. Esposito 19’ | Marcatori |  |

| Arbitro: | Racalbuto (Gallarate) |

|                          |           |           |
| Miccoli 16’ Dainelli 89’ | Marcatori | 90’ Suazo |

| Arbitro: | Pieri (Genova) |

|                             |           |  |
| Mau. Esposito 18’ Suazo 76’ | Marcatori |  |

| Arbitro: | Rodomonti (Roma) |

|                                            |           |                   |
| Cassetti 57’ Giacomazzi 72’ Bjelanovic 86’ | Marcatori | 47’ Mau. Esposito |

| Arbitro: | Saccani (Mantova) |

|                              |           |                   |
| Zola 13’ (rig.) Langella 82’ | Marcatori | 38’ A. Caracciolo |

| Arbitro: | Rodomonti (Roma) |

|  |           |           |
|  | Marcatori | 52’ Pirlo |

| Arbitro: | Pieri (Genova) |

|                          |           |                             |
| Pazzini 2’ Montolivo 40’ | Marcatori | 12’ Mau. Esposito 29’ Loria |

| Arbitro: | Rizzoli (Bologna) |

|                               |           |                |
| Abeijón 45’ Mau. Esposito 85’ | Marcatori | 63’ Marchionni |

| Arbitro: | Rosetti (Torino) |

|                                                            |           |           |
| Dellas 2’ Totti 6’ (rig.) Perrotta 64’ Montella 90’, 90+2’ | Marcatori | 31’ Suazo |

| Cagliari 7 novembre 2004, ore 15:00 10ª giornata | Cagliari         | 0 – 0 referto | Livorno | Stadio Sant'Elia\| Arbitro: \| Rodomonti (Roma) \| |
| Arbitro:                                         | Rodomonti (Roma) |               |         |                                                    |

| Genova 10 novembre 2004, ore 20:30 11ª giornata | Sampdoria         | 0 – 0 referto | Cagliari | Stadio Luigi Ferraris\| Arbitro: \| Messina (Bergamo) \| |
| Arbitro:                                        | Messina (Bergamo) |               |          |                                                          |

| Arbitro: | Pieri (Genova) |

|                                               |           |                                |
| Zola 6’ (rig.) Langella 33’ Mau. Esposito 60’ | Marcatori | 35’ Stanković 76’, 89’ Martins |

| Arbitro: | Ayroldi (Molfetta) |

|                           |           |                                         |
| Pandev 7’ Oddo 80’ (rig.) | Marcatori | 34’ Langella 65’ Mau. Esposito 71’ Zola |

| Arbitro: | Trefoloni (Siena) |

|                                               |           |                           |
| Zola 33’, 39’ (rig.) Langella 45’ Abeijón 60’ | Marcatori | 58’ Pellissier 88’ Amauri |

| Arbitro: | De Santis (Roma) |

|                             |           |                               |
| Paredes 8’ De Rosa 53’, 75’ | Marcatori | 6’ Langella 72’ Mau. Esposito |

| Arbitro: | Farina (Novi Ligure) |

|                                |           |  |
| Zauli 33’ Brienza 38’ Toni 40’ | Marcatori |  |

| Arbitro: | Rocchi (Firenze) |

|                             |           |              |
| Mau. Esposito 48’ Gobbi 55’ | Marcatori | 21’ Zampagna |

| Arbitro: | Dondarini (Finale Emilia) |

|                                 |           |  |
| Di Natale 23’ Pisano 59’ (aut.) | Marcatori |  |

| Arbitro: | Racalbuto (Gallarate) |

|          |           |             |
| Zola 89’ | Marcatori | 55’ Emerson |

#### Girone di ritorno
| Arbitro: | Messina (Bergamo) |

|              |           |  |
| Bellucci 71’ | Marcatori |  |

| Arbitro: | Morganti (Ascoli Piceno) |

|                   |           |  |
| Mau. Esposito 11’ | Marcatori |  |

| Arbitro: | Castellani (Verona) |

|                              |           |                          |
| Chiesa 4’ Tore André Flo 37’ | Marcatori | 58’ López 84’ R. Bianchi |

| Arbitro: | Gabriele (Frosinone) |

|                                  |           |             |
| Gobbi 11’ Mau. Esposito 74’, 87’ | Marcatori | 39’ Vucinic |

| Arbitro: | De Marco (Chiavari) |

|                             |           |  |
| Zoboli 5’ A. Caracciolo 90’ | Marcatori |  |

| Arbitro: | Tombolini (Ancona) |

|                |           |  |
| Serginho 90+2’ | Marcatori |  |

| Arbitro: | Ayroldi (Molfetta) |

|                                            |           |                                           |
| Langella 10’ Mau. Esposito 43’ Abeijón 68’ | Marcatori | 18’ Sala 61’ Makinwa 90’ (rig.) Marcolini |

| Arbitro: | Cassarà (Palermo) |

|                                        |           |                            |
| Gilardino 10’ Bovo 17’ Simplício 90+2’ | Marcatori | 4’ (aut.) Bonera 90’ Suazo |

| Arbitro: | Collina (Viareggio) |

|                                      |           |  |
| Zola 24’ Mau. Esposito 41’ Suazo 48’ | Marcatori |  |

| Arbitro: | Rosetti (Torino) |

|                                  |           |                            |
| C. Lucarelli 37’, 63’ Protti 39’ | Marcatori | 42’, 45’ Suazo 90’ Abeijón |

| Cagliari 10 aprile 2005, ore 15:00 30ª giornata | Cagliari           | 0 – 0 referto | Sampdoria | Stadio Sant'Elia\| Arbitro: \| Ayroldi (Molfetta) \| |
| Arbitro:                                        | Ayroldi (Molfetta) |               |           |                                                      |

| Arbitro: | Saccani (Mantova) |

|                          |           |  |
| Zé Maria 40’ Martins 65’ | Marcatori |  |

| Arbitro: | Brighi (Cesena) |

|                   |           |              |
| Mau. Esposito 70’ | Marcatori | 90’ Siviglia |

| Arbitro: | Tagliavento (Terni) |

|                |           |           |
| Pellissier 32’ | Marcatori | 72’ Gobbi |

| Arbitro: | Farina (Novi Ligure) |

|                |           |                |
| R. Bianchi 90’ | Marcatori | 36’ G. Colucci |

| Cagliari 8 maggio 2005, ore 15:00 35ª giornata | Cagliari         | 0 – 0 referto | Palermo | Stadio Sant'Elia\| Arbitro: \| Rosetti (Torino) \| |
| Arbitro:                                       | Rosetti (Torino) |               |         |                                                    |

| Arbitro: | Messina (Bergamo) |

|                            |           |             |
| Amoruso 45’ D'Agostino 87’ | Marcatori | 52’ Álvarez |

| Arbitro: | Farina (Novi Ligure) |

|                   |           |              |
| Mau. Esposito 66’ | Marcatori | 47’ Iaquinta |

| Arbitro: | Banti (Livorno) |

|                                             |           |               |
| Del Piero 43’ Trezeguet 50’, 73’ Appiah 57’ | Marcatori | 57’, 90’ Zola |

### Coppa Italia
| Arbitro: | Racalbuto (Gallarate) |

|            |           |                                            |
| Soligo 57’ | Marcatori | 23’ Conti 42’ R. Bianchi 75’ Mau. Esposito |

| Arbitro: | Cassarà (Palermo) |

|                          |           |           |
| Albino 35’, 39’ Zola 74’ | Marcatori | 37’ Tulli |

| Arbitro: | Dattilo (Locri) |

|                              |           |                  |
| Langella 35’ Zola 83’ (rig.) | Marcatori | 60’ A. Filippini |

| Arbitro: | Preschern (Mestre) |

|                                  |           |                     |
| A. Filippini 9’ Rocchi 64’, 118’ | Marcatori | 81’ Conti 102’ Zola |

| Arbitro: | Tombolini (Ancona) |

|                         |           |  |
| R. Bianchi 4’ Suazo 25’ | Marcatori |  |

| Arbitro: | Palanca (Roma) |

|                           |           |                        |
| Doni 18’, 42’ Kutuzov 36’ | Marcatori | 22’, 78’ Mau. Esposito |

| Arbitro: | Bertini (Arezzo) |

|          |           |             |
| Zola 50’ | Marcatori | 52’ Martins |

| Arbitro: | Pieri (Lucca) |

|                                 |           |           |
| C. Vieri 26’, 57’ Martins 90+1’ | Marcatori | 64’ López |

## Statistiche

### Statistiche di squadra
| Competizione | Punti | In casa | In casa | In casa | In casa | In casa | In casa | In trasferta | In trasferta | In trasferta | In trasferta | In trasferta | In trasferta | Totale | Totale | Totale | Totale | Totale | Totale |
| Competizione | Punti | G       | V       | N       | P       | Gf      | Gs      | G            | V            | N            | P            | Gf           | Gs           | G      | V      | N      | P      | Gf     | Gs     |
| ------------ | ----- | ------- | ------- | ------- | ------- | ------- | ------- | ------------ | ------------ | ------------ | ------------ | ------------ | ------------ | ------ | ------ | ------ | ------ | ------ | ------ |
| Serie A      | 44    | 19      | 9       | 9       | 1       | 30      | 17      | 19           | 1            | 5            | 13           | 21           | 43           | 38     | 10     | 14     | 14     | 51     | 60     |
| Coppa Italia | -     | 4       | 3       | 1       | 0       | 8       | 3       | 4            | 1            | 0            | 3            | 8            | 10           | 8      | 4      | 1      | 3      | 16     | 13     |
| Totale       | -     | 23      | 12      | 10      | 1       | 38      | 20      | 23           | 2            | 5            | 16           | 29           | 53           | 46     | 14     | 15     | 17     | 67     | 73     |

### Andamento in campionato
| Giornata  | 1 | 2  | 3 | 4  | 5 | 6 | 7 | 8 | 9 | 10 | 11 | 12 | 13 | 14 | 15 | 16 | 17 | 18 | 19 | 20 | 21 | 22 | 23 | 24 | 25 | 26 | 27 | 28 | 29 | 30 | 31 | 32 | 33 | 34 | 35 | 36 | 37 | 38 |
| --------- | - | -- | - | -- | - | - | - | - | - | -- | -- | -- | -- | -- | -- | -- | -- | -- | -- | -- | -- | -- | -- | -- | -- | -- | -- | -- | -- | -- | -- | -- | -- | -- | -- | -- | -- | -- |
| Luogo     | C | T  | C | T  | C | C | T | C | T | C  | T  | C  | T  | C  | T  | T  | C  | T  | C  | T  | C  | T  | C  | T  | T  | C  | T  | C  | T  | C  | T  | C  | T  | C  | C  | T  | C  | T  |
| Risultato | V | P  | V | P  | V | P | N | V | P | N  | N  | N  | V  | V  | P  | P  | V  | P  | N  | P  | V  | N  | V  | P  | P  | N  | P  | V  | N  | N  | P  | N  | N  | N  | N  | P  | N  | P  |
| Posizione | 2 | 10 | 4 | 11 | 6 | 8 | 7 | 4 | 8 | 8  | 9  | 10 | 4  | 4  | 4  | 9  | 6  | 8  | 8  | 11 | 9  | 10 | 8  | 8  | 8  | 10 | 11 | 9  | 9  | 8  | 10 | 9  | 10 | 9  | 8  | 8  | 9  | 12 |

Legenda:

Luogo: C = Casa; T = Trasferta. Risultato: V = Vittoria; N = Pareggio; P = Sconfitta.
|}
Legenda:

Luogo: C = Casa; T = Trasferta. Risultato: V = Vittoria; N = Pareggio; P = Sconfitta.